# 허더루이
허더루이(중국어: 何德瑞, 병음: Hé Déruì, 한자음: 하덕서, 1997년 10월 10일~)는 중화인민공화국의 배우이다.

## 방송
- 한입만 남은 청춘(2017)
- 청춘만만사(2017)
- 배우의 품격(2018)
- 청춘유니 (시즌 3)(2021) - Top19
- 하가가적도화원기(2022)